# 圣日耳曼代普雷 (多尔多涅省)
圣日耳曼德普雷（法語：Saint-Germain-des-Prés，法語發音：[sɛ̃ ʒɛʁmɛ̃ de pʁe] ⓘ）是法国多尔多涅省的一个市镇，位于该省东北部，原属佩里格区，自2017年其划至农特龙区。

## 地理
圣日耳曼德普雷（45°20'31"N, 0°59'29"E）面积19.01 平方千米，位于法国新阿基坦大区多爾多涅省，该省份为法国西南部内陆省份，是法國本土面积第三大的省，大致对应佩里戈尔地区，北起顺时针与夏朗德省、上维埃纳省、科雷兹省、洛特省、洛特-加龙省、吉倫特省和滨海夏朗德省接壤。
与圣日耳曼德普雷接壤的市镇（或旧市镇、城区）包括：圣叙尔皮斯-代克西德伊、克莱蒙代克西德伊、圣马夏尔-达尔巴雷德、圣庞塔利-代克西德伊、库洛尔、圣若里拉布卢。
圣日耳曼德普雷的时区为UTC+01:00、UTC+02:00（夏令时）。

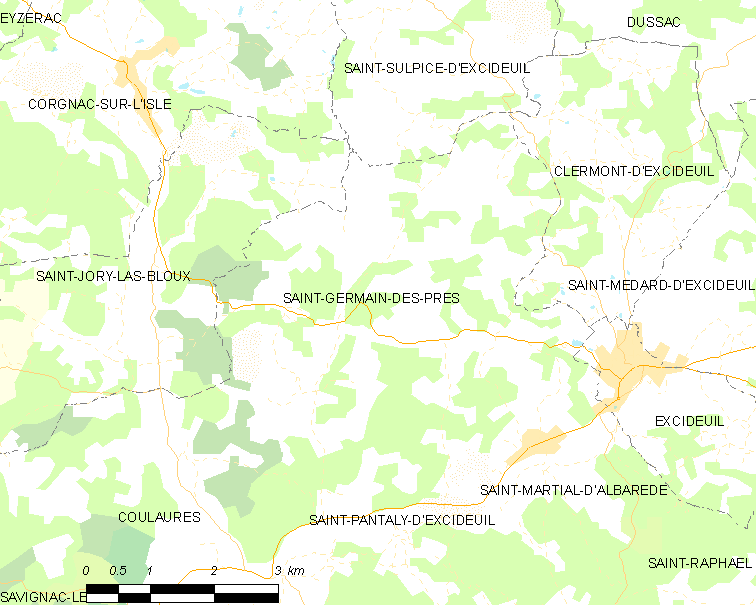
圣日耳曼德普雷的OSM定位图

## 行政
圣日耳曼德普雷的邮政编码为24160，INSEE市镇编码为24417。

## 政治
圣日耳曼德普雷所属的省级选区为伊勒-卢-欧韦泽尔县。

## 人口

1962-2008年间圣日耳曼德普雷人口变化图示

圣日耳曼德普雷于2022年1月1日时的人口数量为482人。